# 세중 (기업)
세중(Sejoong)은 대한민국의 기업이다.대표이사 회장은 천신일이다 본사는 서울특별시 종로구 창경궁로 143 8-10F(원남동, 세중타워)에 위치해 있다.

## 역사
1995년 12월에 "주식회사 한컴리서치"라는 이름으로 설립되었다. 2006년 (주)세중여행과 합병계약을 체결하고 2011년 7월 상호변경하였다.

## 상장
2000년 6월 코스닥시장에 상장되었다.														 

## 참고 문헌
1. ↑  이승열, Who Is? 천신일 세중 대표이사 회장, 비지니스포스트, 2024-06-07
2. ↑  이세정, 세중여행사, 신사업 찾기 혈안 왜, 딜사이트, 2023.02.17